# Japans wild zwijn
Het Japans wild zwijn (Sus scrofa leucomystax) is een ondersoort van het wild zwijn, die voorkomt in heel Japan, behalve op Hokkaido en de Riukiu-eilanden.
Het is een kleine ondersoort die geelbruin van kleur is, met bijna geen manen. De ondersoort heeft duidelijke witte snorharen die van de mondhoeken tot aan de wangen lopen. 

## Roofdieren
In veel gebieden in Japan is de mens het enige roofdier voor wilde zwijnen. De Japanse zwarte beer is meestal een herbivoor, maar hij kan ook vee eten. De omnivoor Oessoeri bruine beer heeft zich aangepast om op everzwijnen te jagen. Zijn vroegere natuurlijke roofdier, de Japanse wolf, is waarschijnlijk uitgestorven. De Japan Wolf Association heeft gelobbyd voor het herintroduceren van wolven in het land om het ecologisch evenwicht te herstellen en zo de uitdijende populaties herten en zwijnen in te dammen. Er is echter sterke publieke oppositie tegen dit plan.

## Voorkomen na de kernramp van Fukushima
Na de kernramp van Fukushima in maart 2011 daalden wilde zwijnen vanuit de bergen af naar steden en dorpen binnen de verboden zone die tijdelijk geëvacueerd was. Een DNA-analyse toonde aan dat ze daar goed gedijden en zich voortplantten met ontsnapte tamme varkens om hybriden van zwijnen en varkens te vormen. De zwijnen hadden meer kans om in het wild te overleven dan de gedomesticeerde varkens dankzij hun hybride kracht. Na verloop van tijd zullen de genen die geërfd werden van de gedomesticeerde varkens geleidelijk verdwijnen naarmate de hybride varkens zich voortplanten met de meer talrijke raszuivere wilde zwijnen.

## Cultuur

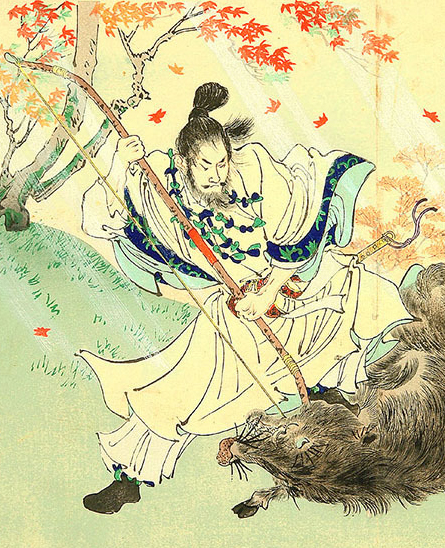
Keizer Yūryaku jaagt op een wild zwijn

Het dier is prominent aanwezig in de Japanse cultuur, waar het alom wordt gezien als een angstaanjagend en roekeloos dier, tot het punt dat verschillende woorden en uitdrukkingen in het Japans die verwijzen naar roekeloosheid verwijzingen naar zwijnen bevatten. Het zwijn is het laatste dier van de oosterse dierenriem. Van mensen die geboren zijn in het jaar van het varken wordt gezegd dat ze de zwijnachtige eigenschappen van vastberadenheid en onstuimigheid belichamen.
Zwijnen worden ook gezien als symbolen van vruchtbaarheid en voorspoed. De link van het dier met welvaart werd geïllustreerd door zijn vermelding op het biljet van ¥10 tijdens de Meijiperiode, en er werd ooit geloofd dat een man rijk kon worden door een bosje zwijnenhaar in zijn portemonnee te bewaren.
Het is een populair onderwerp onder netsuke-beeldhouwers en wordt genoemd in de Kojiki (711-712), de oudste nog bestaande Japanse kroniek. Het zwijn komt ook voor in de Japanse dichtkunst, voor het eerst in de werken van Yamabe no Akahito. Het zwijn was zo belangrijk in het Japanse dieet dat het in 675 werd vrijgesteld van het verbod van keizer Tenmu op het eten van vlees.